# Ubaldo Ranzi
Ubaldo Ranzi (Templecombe, 18 luglio 1970) è un ex multiplista e bobbista italiano.
Nato in Inghilterra, prima di darsi al bob ha praticato il decathlon, specialità nella quale detiene la 4ª miglior prestazione italiana di sempre con 7.930 punti.

## Biografia
Medaglia d'oro ai campionati mondiali del 1999 di Bob a 2 (edizione tenutasi a Cortina d'Ampezzo, Italia) insieme ai connazionali Günther Huber.  Ai campionati Europei 2000 lo stesso equipaggio si classifico 2°. 